# Lettres à Juliette
Pour plus de détails, voir Fiche technique et Distribution.
Lettres à Juliette (Letters to Juliet) est un film américain réalisé par Gary Winick et sorti en salles en 2010. Le long-métrage est inspiré par le livre Lettres à Juliette, écrit par Lise Friedman et Ceil Friedman en 2010.

## Synopsis
Sophie est une jeune femme américaine qui travaille dans la vérification des faits pour le journal The New Yorker. Elle part en pré-lune de miel avec Victor, son fiancé, à Vérone, en Italie. Cependant, Victor a peu à faire de l'ambiance romantique de l'Italie et passe son temps à chercher des fournisseurs pour son restaurant, sur le point d'ouvrir, en négligeant souvent Sophie. Cette dernière, en se baladant dans la ville, découvre que les centaines de "Lettres à Juliette", laissées sur le mur de la maison de Juliette Capulet, sont ramassées par des femmes nommées les "Secrétaires de Juliette", qui y répondent. Sophie demande à les rejoindre et trouve accidentellement une lettre datant de 1957 écrite par une certaine Claire Smith. Elle y répond et une semaine plus tard, Claire, devenue une femme âgée, arrive à Vérone avec son petit-fils Charlie. Claire et Sophie s'apprécient au premier regard, alors que la connexion avec Charlie prend du temps à se créer.
Suivant les conseils de Sophie, Claire décide de partir à la recherche de l'amour perdu dont elle parle dans sa lettre, Lorenzo Bartolini. Sophie, intéressée par cette histoire et pensant que celle-ci pourrait l'aider à lancer sa carrière de journaliste, aide Claire. Elles découvrent qu'il y a soixante-quatorze Lorenzos Bartolini dans la région. Après plusieurs jours à la recherche du bon Lorenzo, ils finissent par découvrir que l'un d'entre eux est mort. Charlie accuse Sophie de la tristesse de sa grand-mère, clamant qu'elle ne sait pas ce que c'est de perdre vraiment quelqu'un. Claire, témoin de la dispute, dit à Charlie qu'il a tort et que la mère de Sophie a abandonné sa fille quand elle n'avait que neuf ans. Le lendemain, au petit-déjeuner, Claire insiste pour que Charlie s'excuse auprès de Sophie. Le soir venu, Sophie parle à Charlie de l'amour, pensant que Lorenzo est toujours vivant, et ils s'embrassent. Le dernier jour de recherche, Claire insiste pour qu'ils s'arrêtent dans un vignoble afin de boire un verre d'adieu pour Sophie. Alors qu'ils arrivent, Claire voit un jeune garçon qui ressemble exactement à son Lorenzo. Ils découvrent que ce garçon est le petit-fils de Lorenzo Bartolini, et Claire retrouve son amour perdu. Quand Sophie retourne à Vérone, Claire insiste pour que Charlie parte à sa poursuite, mais il se résigne en voyant Sophie avec Victor.
De retour à New York, Sophie rompt avec Victor avant de partir au mariage de Claire et Lorenzo. Elle voit Charlie avec une autre femme, Patricia, et part pour pleurer. Charlie va la retrouver, et elle lui avoue alors qu'elle l'aime mais lui dit de retourner aux côtés de Patricia. Charlie annonce que Patricia est sa cousine et qu'il aime Sophie. Il grimpe à la vigne à côté du balcon, recréant la célèbre scène de Roméo et Juliette, mais tombe accidentellement. Ils s'embrassent alors sur le sol.

## Fiche technique
- Titre original : Letters to Juliet
- Titre français : Lettres à Juliette
- Réalisateur : Gary Winick
- Durée : 105 minutes
- Version française : Symphonia Films
- Dialogues : Rodolph Freytt / Olivier Lips
- Direction artistique : Daniel Nicodeme
- Mixage, montage et enregistrement : Romain Drouillon
- Studio d'enregistrement : Les Dames Blanches
- Studio mixage : Les Dames Blanches

## Distribution
Légende :Version Française = V.F.,  Version Québécoise = V.Q.
Source : fin du film
- Amanda Seyfried (V.F. : Tania Garbarsky ; V.Q. : Catherine Bonneau) : Sophie
- Vanessa Redgrave (V.F. : Myriam Thyrion ; V.Q. : Élizabeth Chouvalidzé) : Claire Smith
- Christopher Egan (V.F. : Bruno Mullenaerts ; V.Q. : Thiéry Dubé) : Charlie Wyman
- Gael Garcia Bernal (V.F. : Michelangelo Marchese ; V.Q. : Claude Gagnon) : Victor
- Franco Nero : (V.F : Michel de Warzée) : Lorenzo Bartolini
- Daniel Baldock : Lorenzo Bartolini (son fils)
- Stefano Guerrini : Lorenzo Bartolini(son petit-fils)
- Luisa Ranieri (V.F : Marie Gibert ; V.Q. : Manon Arsenault) : Isabella
- Marina Massironi :(V.F : Patricia Berti) Franscesca
- Milena Vukotic (V.F :Rosalia Cuevas ; V.Q. : Marika Lhoumeau) : Maria
- Lidia Biondi (V.F : Jaqueline Ghaye ; V.Q. : Danièle Panneton) : Donatella
- Luisa De Santis : Angelina
- Ashley Lilley : Patricia
- Oliver Platt (V.Q. : Marc Bellier) : Bobby
- Marcia DeBonis (V.Q. : Johanne Léveillé) : Lorraine
- Giordano Formenti : le viticulteur
- Fabio Testi (V.Q. : Pascal Rollin) : Comte Lorenzo

## Production
Lettres à Juliette est le dernier long-métrage réalisé par Gary Winick, qui décèdera neuf mois après sa sortie en salles après un long combat contre un cancer du cerveau.

## Réception

### Box-office
Pour son premier week-end d'exploitation, Lettres à Juliette démarre à la troisième place du box-office américain avec 13 540 486 $, position qu'il gardera durant sa première semaine de sa sortie en salles avec 18 326 241 $. Finalement, le long-métrage reste à l'affiche durant quinze semaines avec un total de 53 032 453 $ de recettes sur le territoire américain. À l'étranger, les recettes avoisinent les 26,1 millions de dollars de recettes, faisant un cumul de 79,1 millions de dollars de recettes au box-office mondial.